# Luís de Matos Monteiro da Fonseca
 (décembre 2023).
Si vous disposez d'ouvrages ou d'articles de référence ou si vous connaissez des sites web de qualité traitant du thème abordé ici, merci de compléter l'article en donnant les références utiles à sa vérifiabilité et en les liant à la section « Notes et références ».
Pour les articles homonymes, voir De Matos.
Luís de Matos Monteiro da Fonseca est un diplomate cap-verdien né le 17 mai 1944 à Ponta do Sol sur l'île de Santo Antão. Il est le secrétaire exécutif de la Communauté des pays de langue portugaise (CPLP) entre 2004 et 2008.
Avant l'indépendance du Cap-Vert, de Matos Monteiro est membre du Parti africain pour l'indépendance de la Guinée et du Cap-Vert (PAIGC), alors parti clandestin et participe à la lutte pour l'indépendance du Portugal. Il est emprisonné à plusieurs reprises (en particulier au camp de Tarrafal). Il travaille entre 1964 et 1967 comme chef de la section commerciale de l'entreprise de poisson "Congel", sur l'île de São Vicente.
De 1973 à 1974, il est secrétaire générale de l'association commerciale, industrielle et agricole de Barlavento.
Avec l'indépendance de 1975, de Matos Monteiro participe à la direction du PAIGC et est élu député à l'Assemblée nationale populaire (ANP) en 1975, 1980 et 1985. En 1986, il est employé au ministère des Affaires étrangères du Cap-Vert.
Il est nommé ambassadeur à la Haye auprès de la Communauté européenne entre 1987 et 1991, puis ambassadeur à Moscou de 1991 à 1994. De 1994 à 1996, il est directeur général des affaires politiques, puis directeur général de la politique étrangères jusqu'en 1999. De Matos Monteiro devient alors ambassadeur du Cap-Vert auprès des Nations unies à Vienne de 1999 à 2001 avant de devenir le représentant permanent du Cap-Vert au siège des Nations unies à New York entre 2001 et 2004.